# Jonas Wolff
Jonas Wolff (auch: Wolf, * im 17. Jahrhundert; † [begraben 30. August] 1680 in München) war ein deutscher Maler.
Jonas Wolf war der Sohn des Maurers Matthäus Wolf, der 1663 in München starb und der Vater des Malers Andreas Wolff. Er wird 1641 zuerst erwähnt und 1644 Meister in München. 1680 arbeitete er mit Simon Prugger an den Malereien des Kaiserhofs der Münchner Residenz. Einziges erhaltenes Tafelbild von Wolf ist eine Altartafel in der Kirche des Klosters Tegernsee mit der Darstellung des Martyriums des Hl. Veit.